# Ратковце
Ратковце (словац. Ratkovce) — село в окрузі Глоговец Трнавського краю Словаччини. Площа села 4,45 км². Станом на 31 грудня 2015 року в селі проживало 327 жителів.

## Історія
Перші згадки про село датуються 1388 роком.

## Населення
| Рік:            | 1994. | 2004.   | 2014.    | 2024.   |
| --------------- | ----- | ------- | -------- | ------- |
| Кількість осіб: | 304   | 288     | 337      | 362     |
| Різниця:        |       | -5,26 % | +17,01 % | +7,41 % |

| Рік:            | 2023. | 2024.   |
| --------------- | ----- | ------- |
| Кількість осіб: | 360   | 362     |
| Різниця:        |       | +0,55 % |